# 比弗丹鎮區 (北卡羅萊納州坎伯蘭縣)
比弗丹鎮區（英語：Beaver Dam Township）是位於美國北卡羅萊納州坎伯蘭縣的一個鎮區。

## 地方資料
比弗丹鎮區的面積為207.71平方千米，皆為陸地。根據2020年美國人口普查的數據，當地共有人口1271人，而人口密度為每平方千米6.12人。